# 八田水力發電廠
八田水力發電廠為一座位於臺灣臺南市官田區的小型水力發電廠，該發電廠是嘉南農田水利會繼烏山頭水力發電廠以及西口水力發電廠後所投資興建的第三座水力發電廠。八田水力發電廠其名稱由來為紀念臺灣日治時期規畫興建烏山頭水庫的「嘉南大圳之父」八田與一而得名。

## 沿革

### 計畫
八田水力發電廠最初為嘉南農田水利會為因烏山頭水庫在非農田灌溉期時，舊送水口每天仍須放水供應工業及民生用水，然而，舊送水口一直以來僅將水流直接放出，所產生之可利用水力能源只能任其流失，因此嘉南農田水利會即擬訂利用此水力能量於舊放水口鋼管出口處落差24公尺設計水力發電廠一座。並且，該水力發電廠在舊送水口放流量較小時，也可以發電。彌補了烏山頭水力發電廠在水庫10月因放水量不穩定，發電機組時開時停，以及非灌溉期的11、12、1月水庫僅供應民生用水和工業用水，放水量低於每秒8立方公尺，發電廠無法發電，發電機組只好停機進行歲修的狀況。

### 施工
八田水力發電廠最初於2010年4月完成發電廠細部設計，後續興建工程於2011年4月底由嘉南農田水利會提交申請。2012年9月正式動工，施工期兩年。2015年12月，八田水力發電廠工程即將結束，計畫於2016年1月開始試商轉，並於該年正式完工並聯商轉發電。發電廠完工後，嘉南農田水利會預計將發電廠與周圍的烏山頭水庫風景區結合發展為觀光發電廠，將兼具的教育性質，供學生與一般民眾入廠參訪以進一步了解水力發電的過程。

### 完工
2016年6月，原定同年1月便要開始試俥的八田水力發電廠，因正進行消防設備改善，申請使用執照，以及須等待水輪機製造商人員自德國來臺進行機組試俥，因此商轉時程持續向後推遲。直到9月底，所有發電廠設施才完成施作，並開始進行試俥作業。11月11日之前，機組發電量已達到每小時1,600度。代管八田水力發電廠的烏山頭水力發電廠廠長鄭栢岳表示，目前八田水力發電廠雖已經完工，但仍需向臺南市政府、經濟部能源局申請電業執照，而原本希望在2016年底可以成行，但眼看快要年底，核發速度恐會稍微延後，因此預計明年1月至2月之間可以拿到執照，正式營運發電。
2017年1月，嘉南農田水利會會長楊明風表示，八田水力發電廠試俥狀況穩定，並且由於在試俥中發現發電機組的運轉效率比當初建廠時預估的還高，因此提報經濟部能源局後，已同意將額定發電量提高至2,196KW。目前發電廠運轉狀況也已提報臺南市政府、能源局等，經專家學者審核後核發電業執照。預估最快將會在2月獲得電業執照後正式商轉，不過依照政府行政流程也有可能延至3月左右才能獲得電業執照。

## 設施
八田水力發電廠計畫利用烏山頭水庫舊放水口約20公尺之落差進行水力發電，廠內預計裝設一部最高容量可達2,196KW之水輪發電機組。預估每年平均發電量約為700～720百萬度。

### 發電機組
| 名稱   | 發電機型號                        | 水輪機型號                                 | 機組數量 | 發電方式 | 有效落差（公尺） | 單一機組用水量（CMS） | 容量（KW） | 位置                   | 興建年代  | 狀態   |
| ------ | --------------------------------- | ------------------------------------------ | -------- | -------- | ---------------- | --------------------- | ---------- | ---------------------- | --------- | ------ |
| 一號機 | 西班牙indar公司製交流式同步發電機 | 奥地利安德里茨公司製豎軸緊湊型軸流式水輪機 | 1        | 水庫式   | 24公尺           | 9.2CMS                | 2,196KW    | 臺南市官田區烏山頭水庫 | 2012年9月 | 商轉中 |

### 廠房
- 管理單位：嘉南實業股份有限公司[9]
- 廠房形式：半地下式

## 圖集

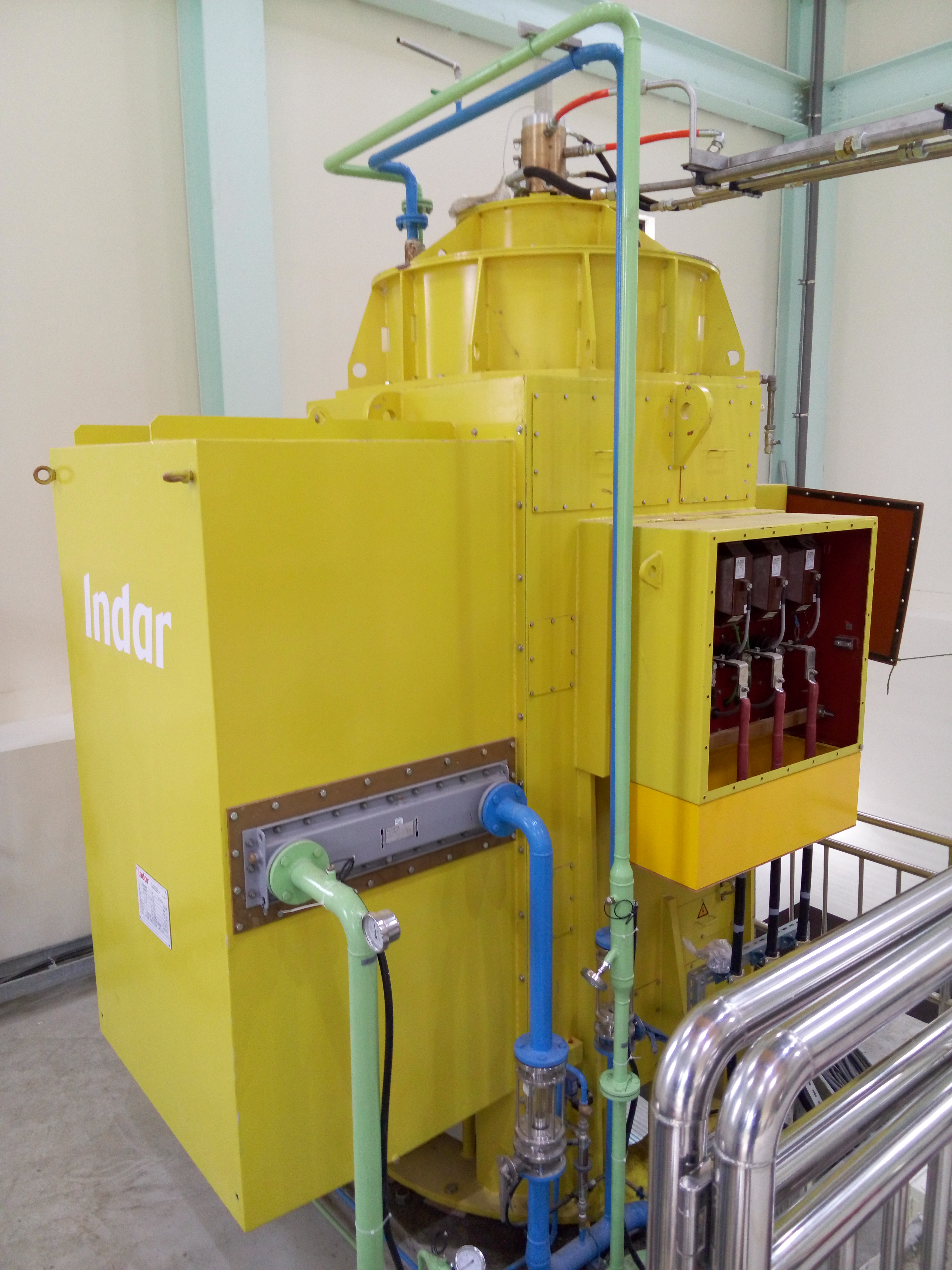
發電機組外觀
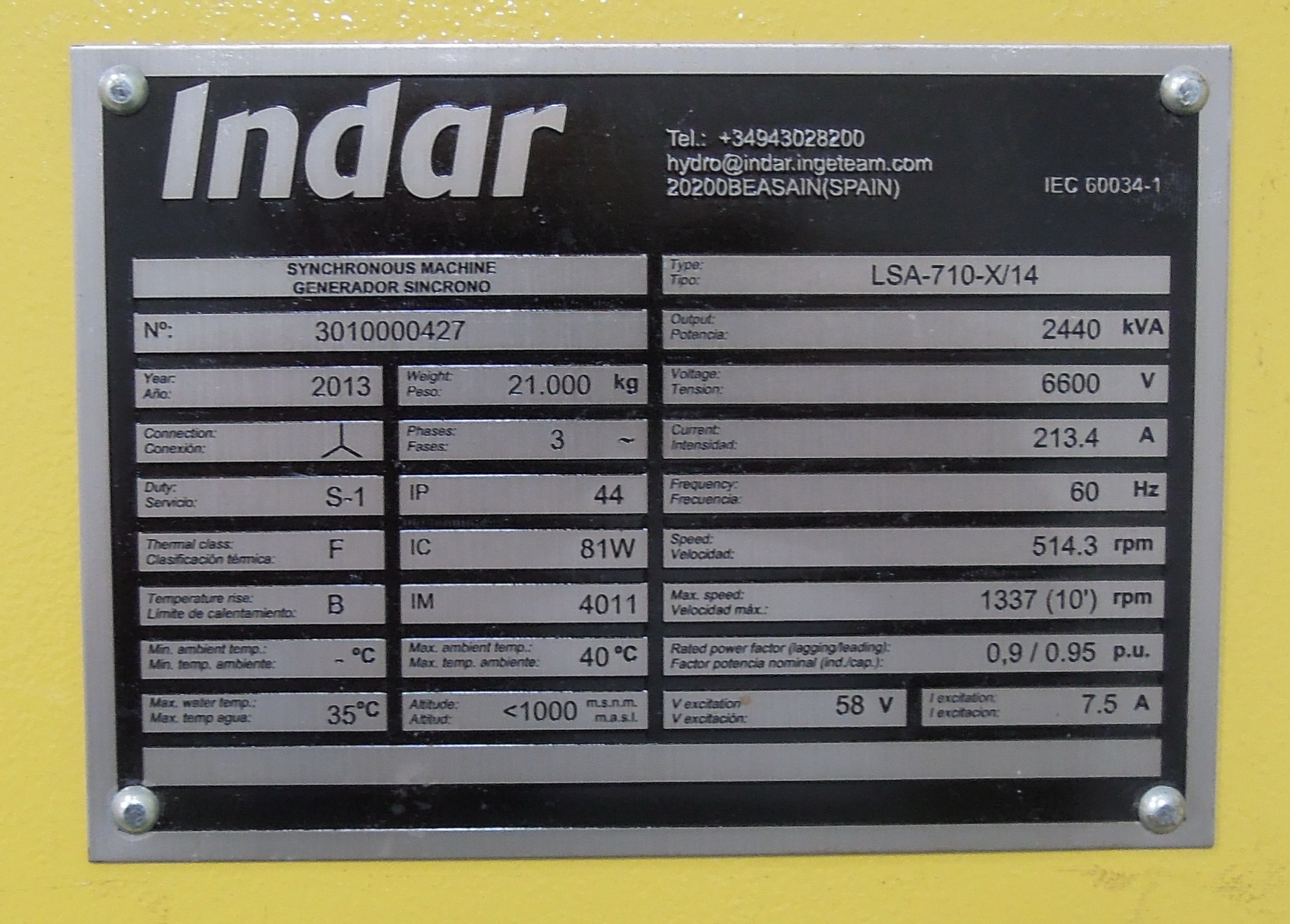
發電機銘板
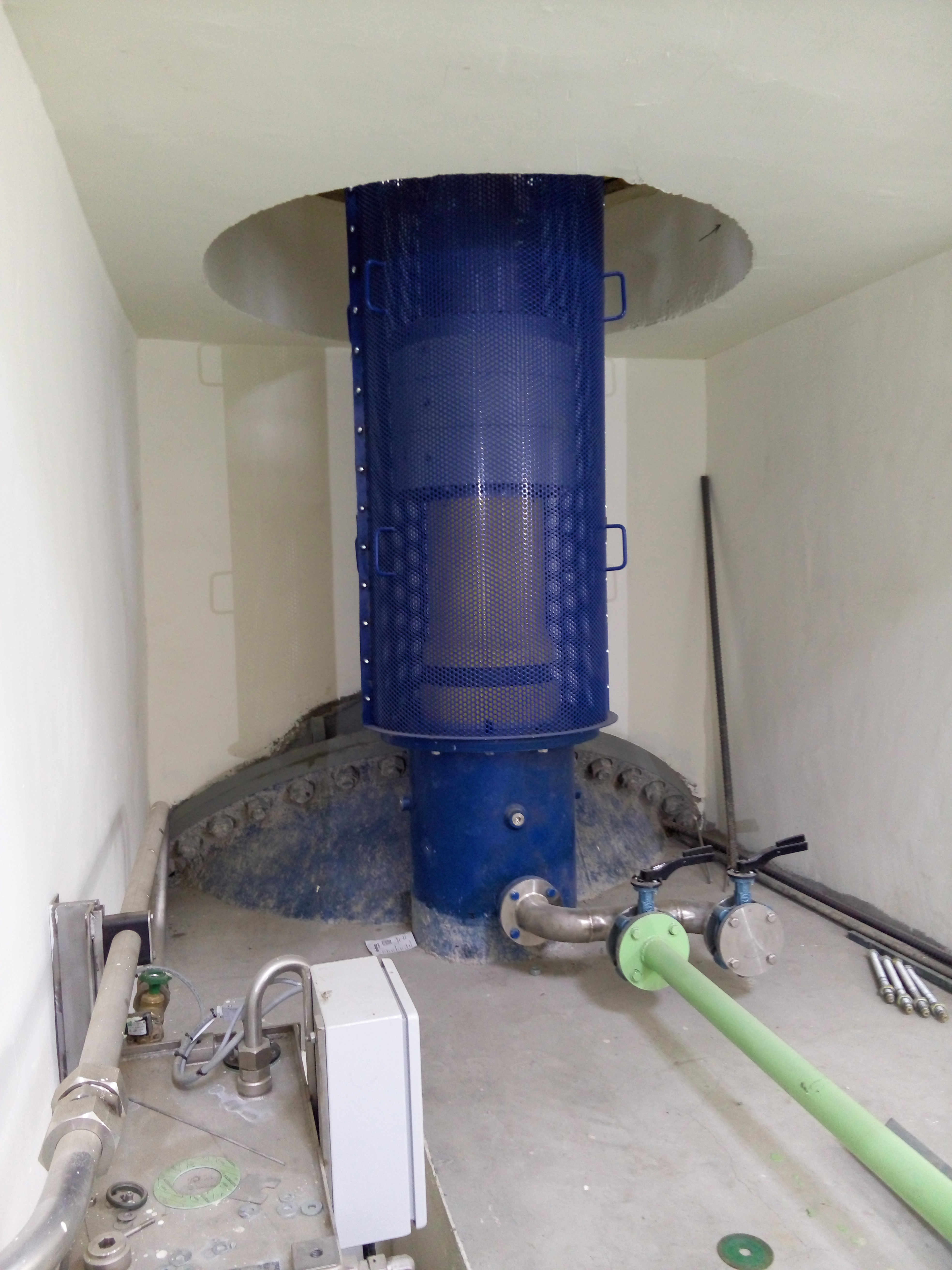
發電機與水輪機之間的大軸
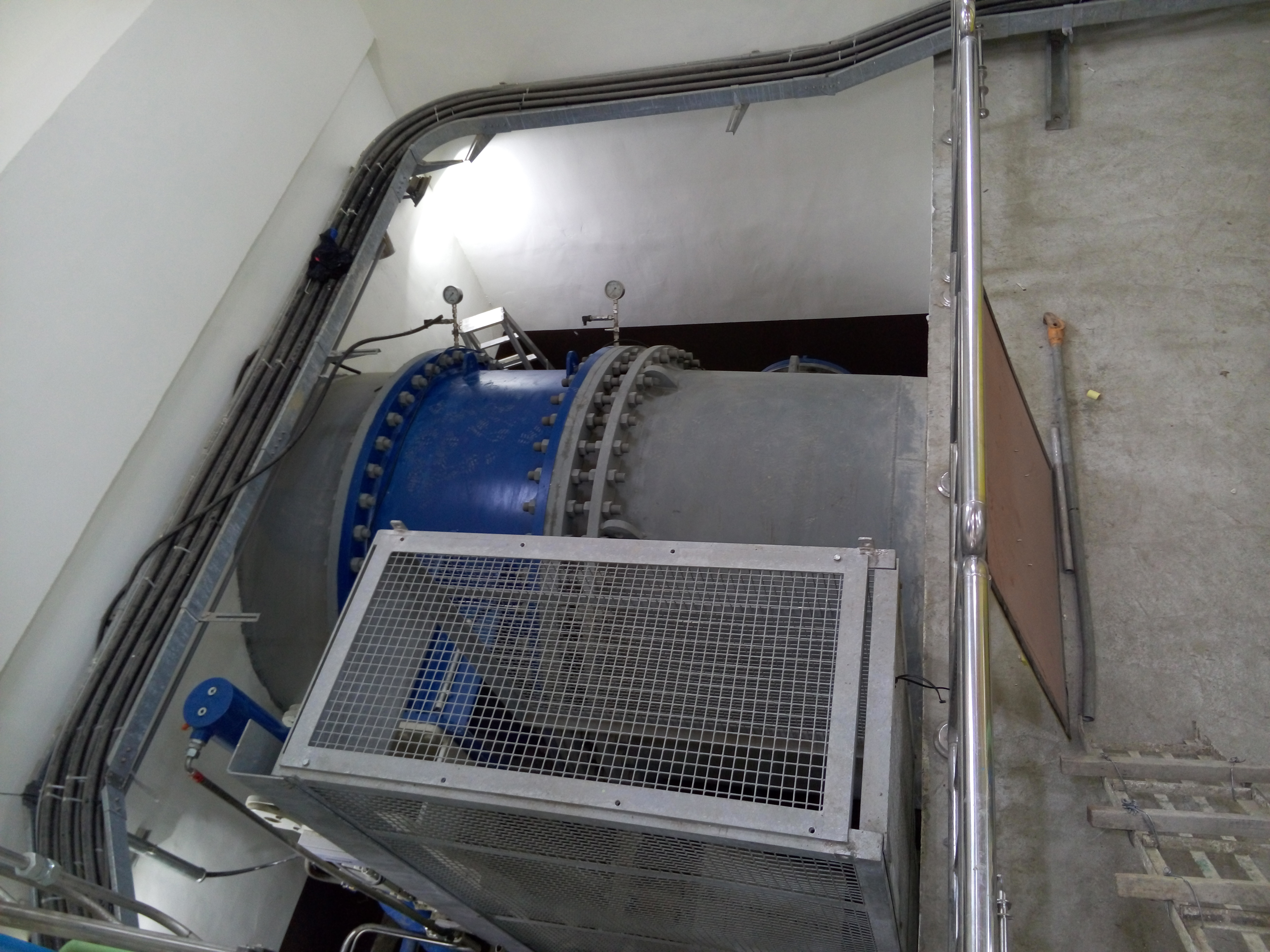
壓力鋼管主閥
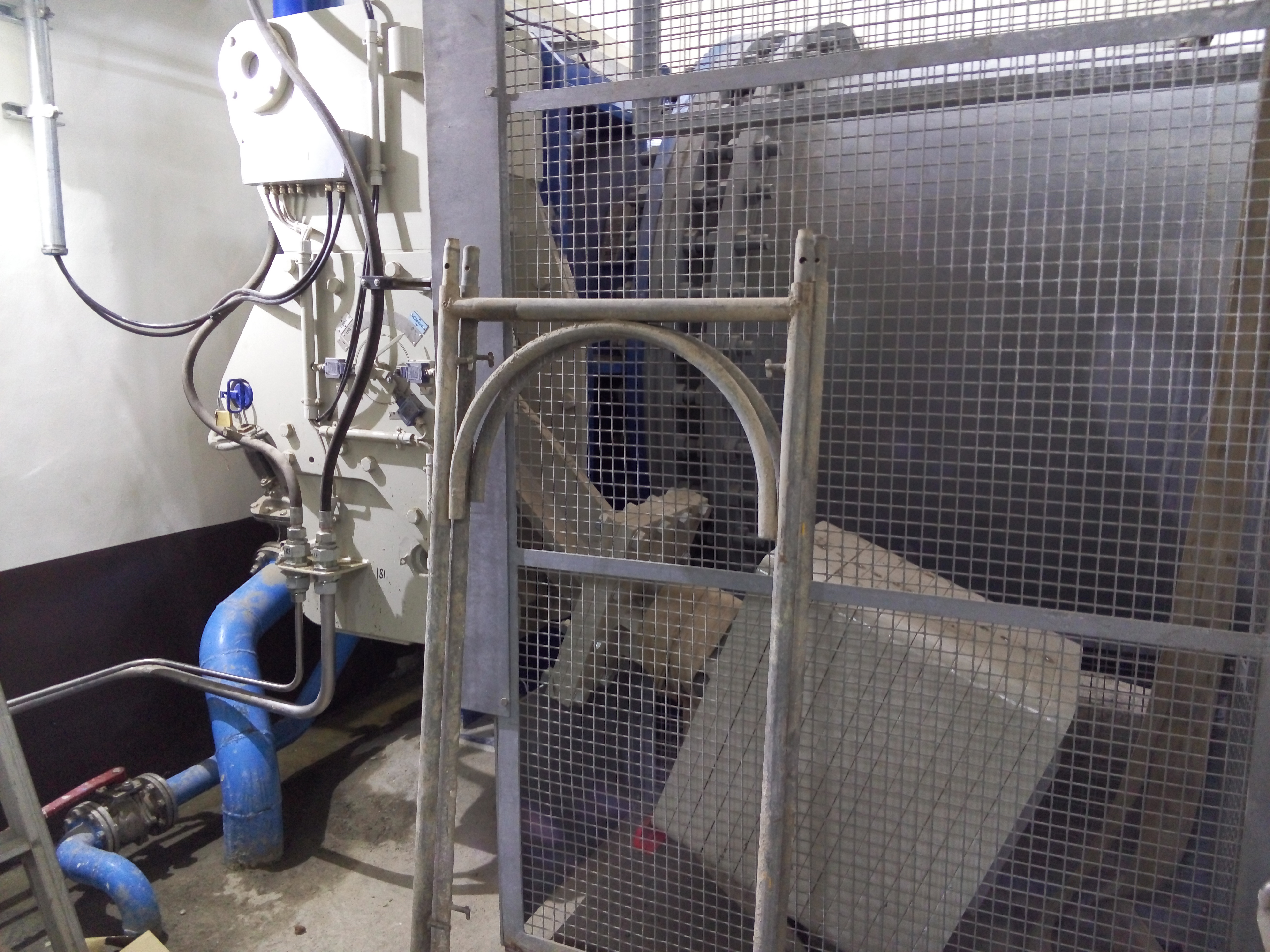
主閥開關用的重槌
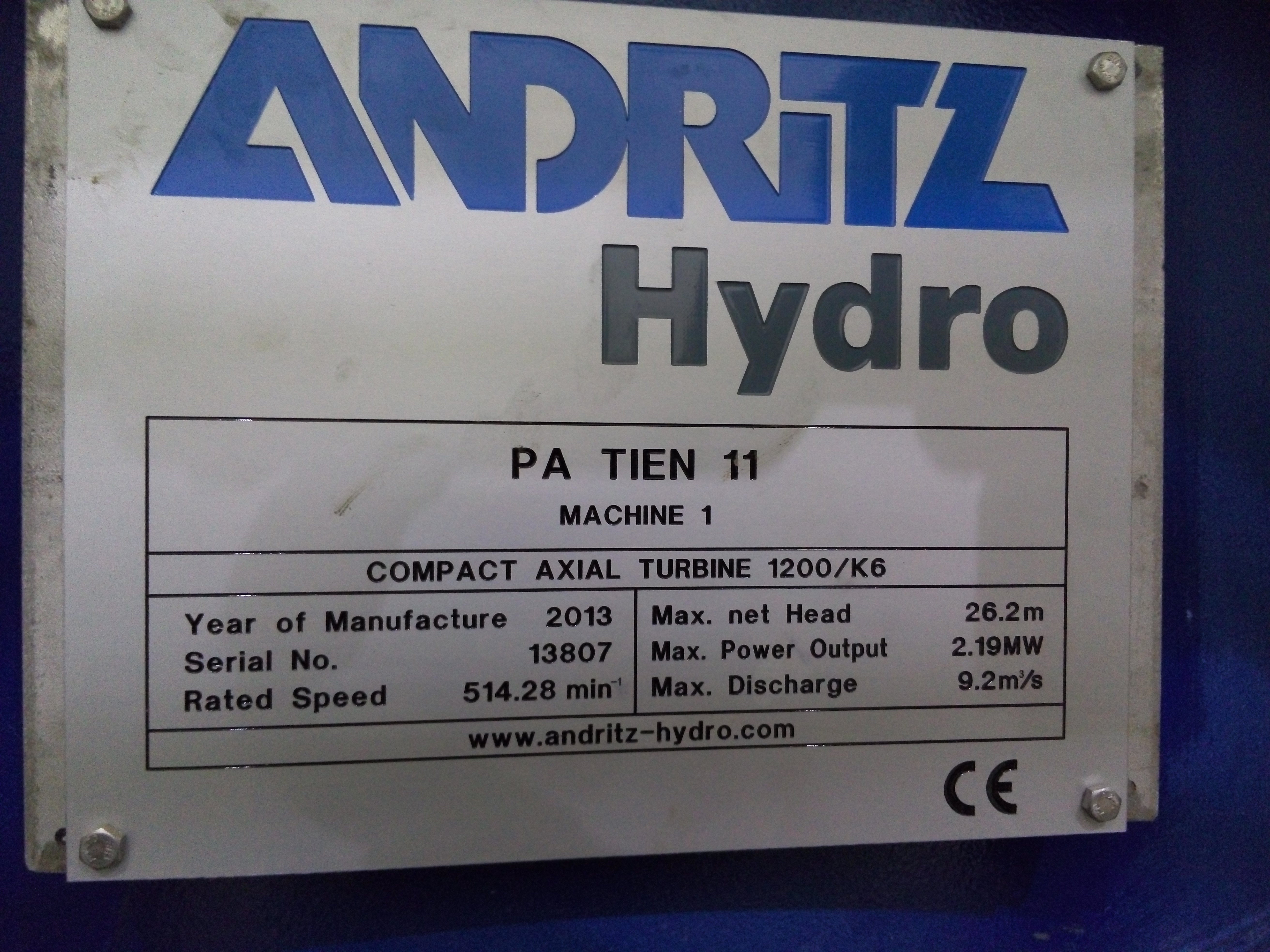
水輪機銘牌
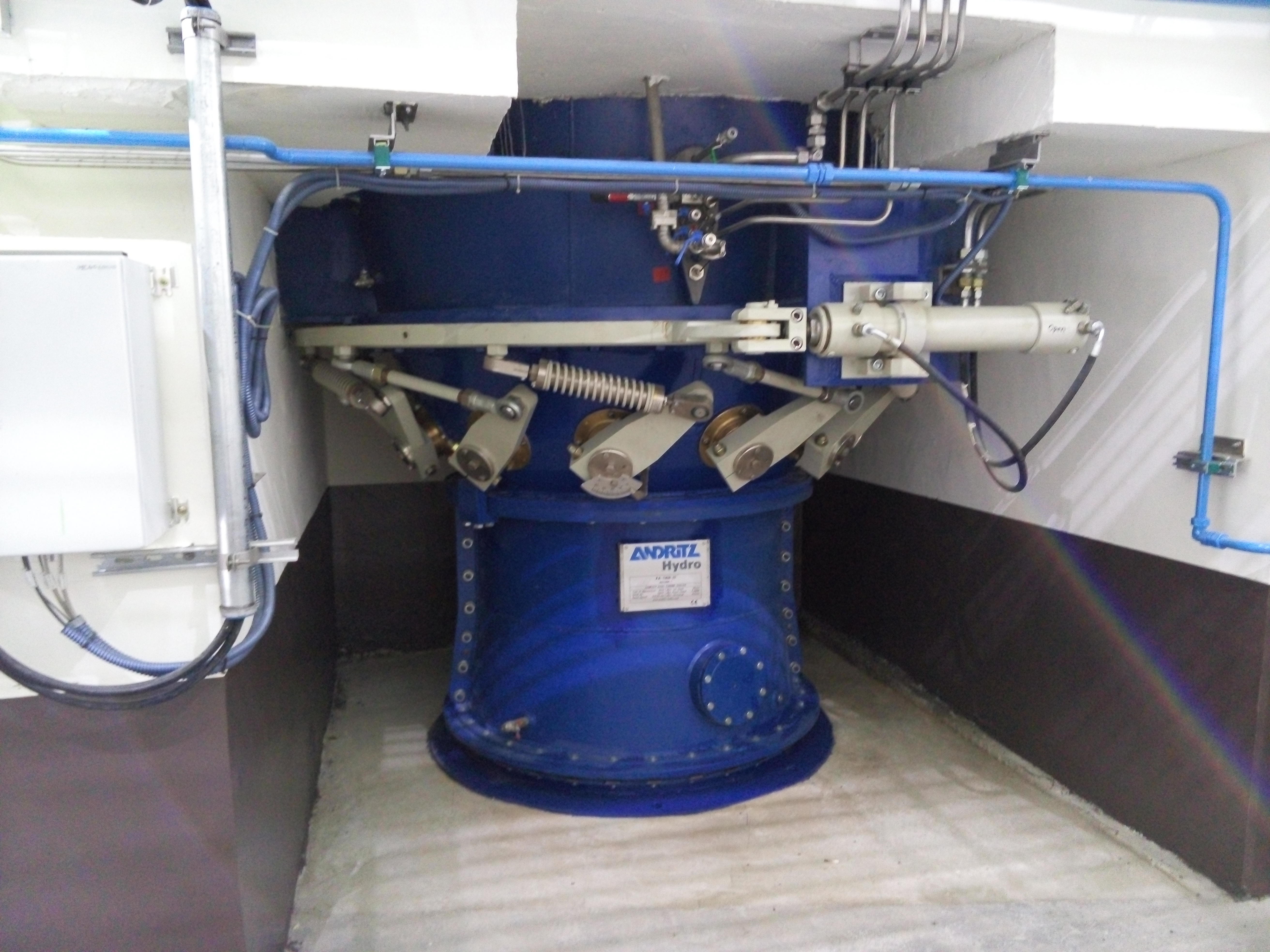
水輪機鋼管與導葉外觀
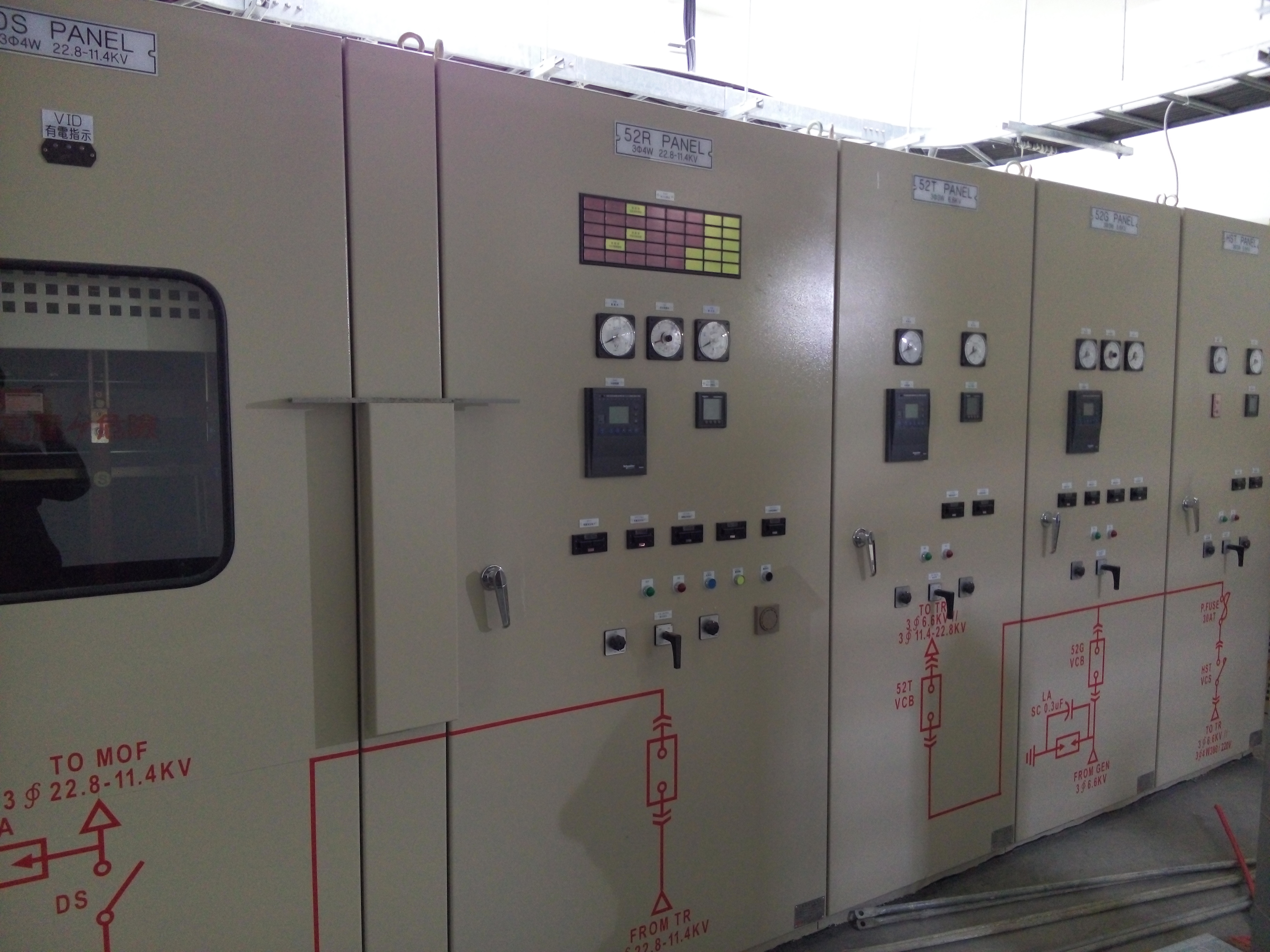
機旁盤
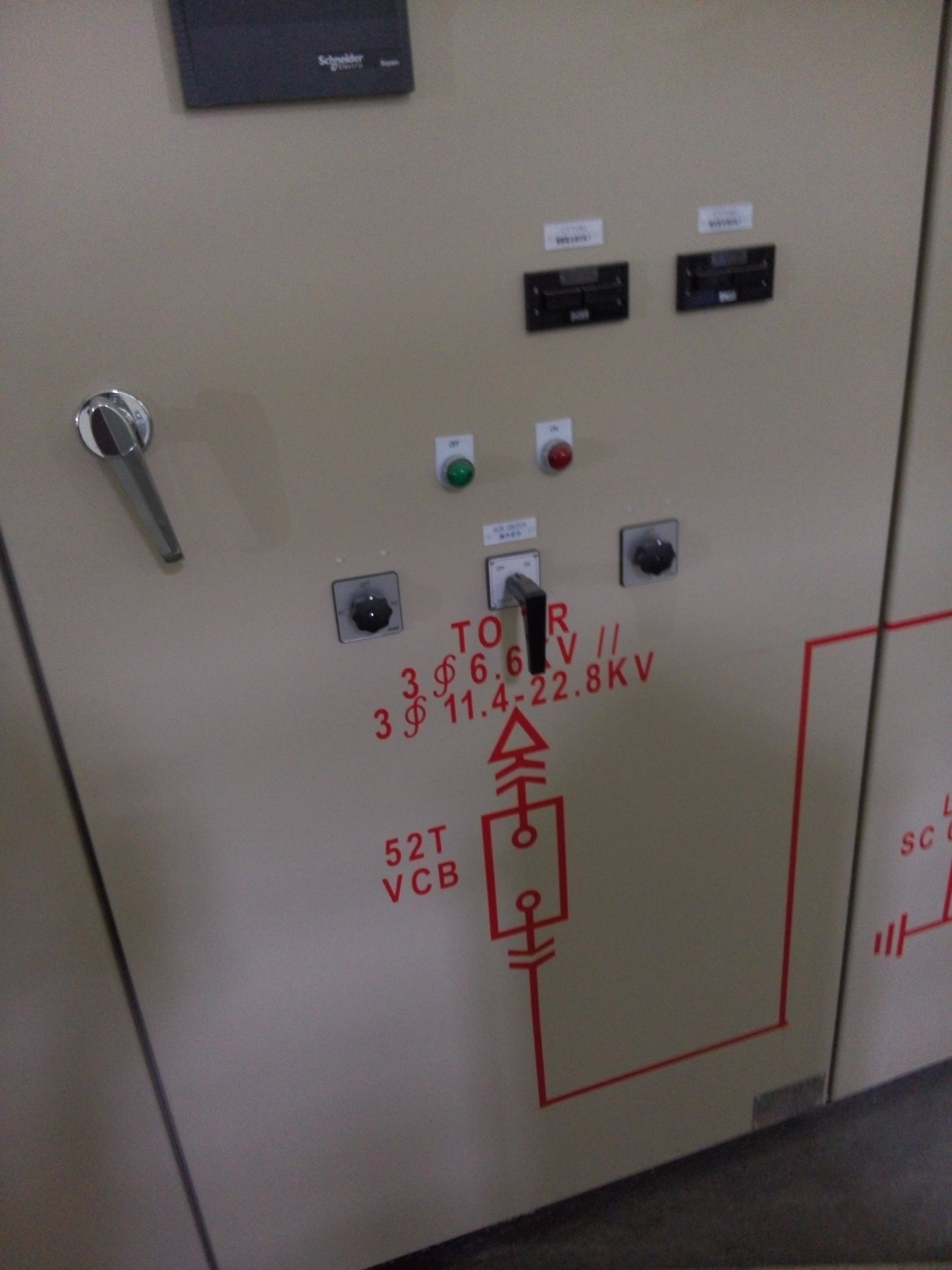
機旁盤
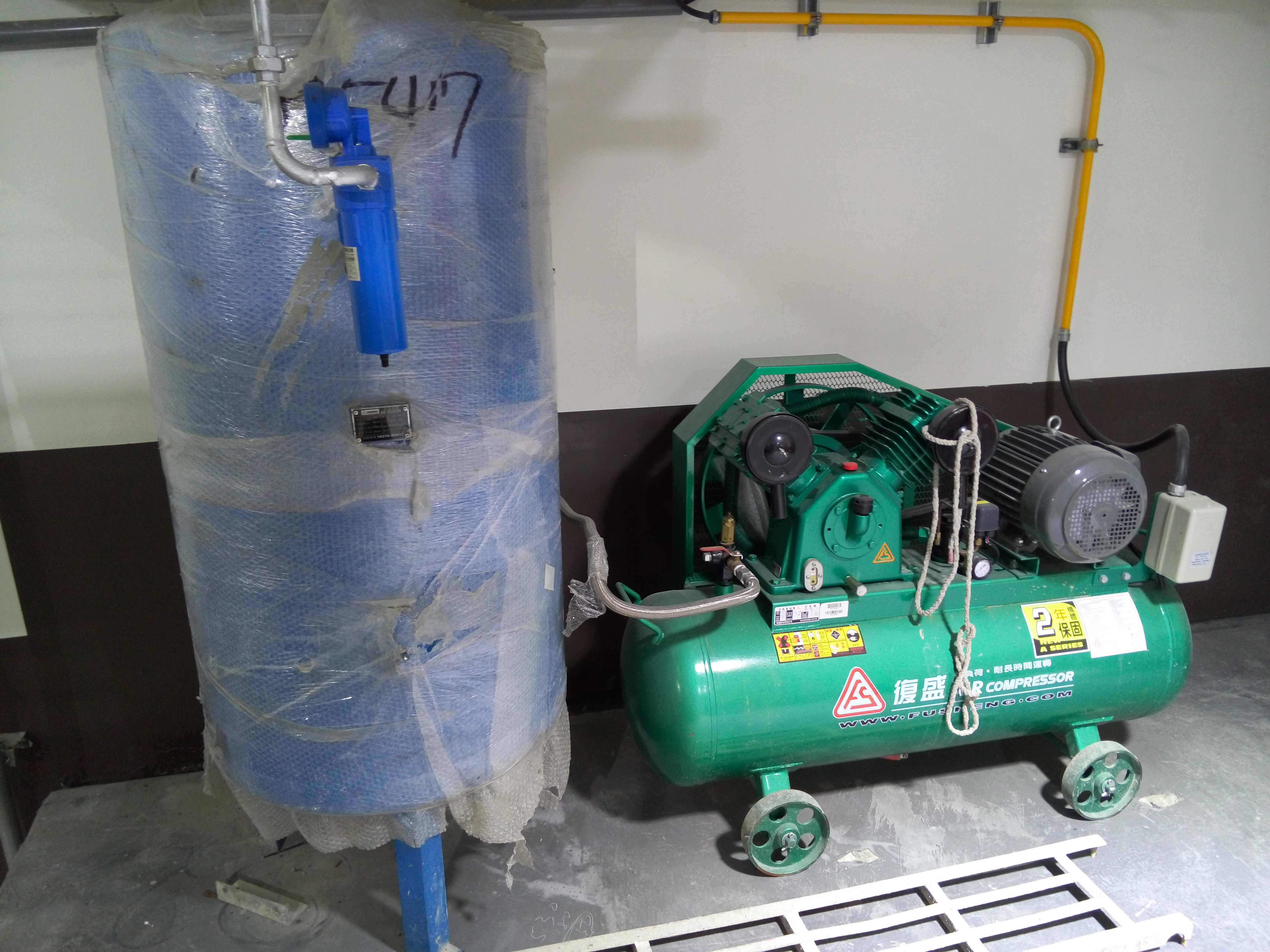
空壓機
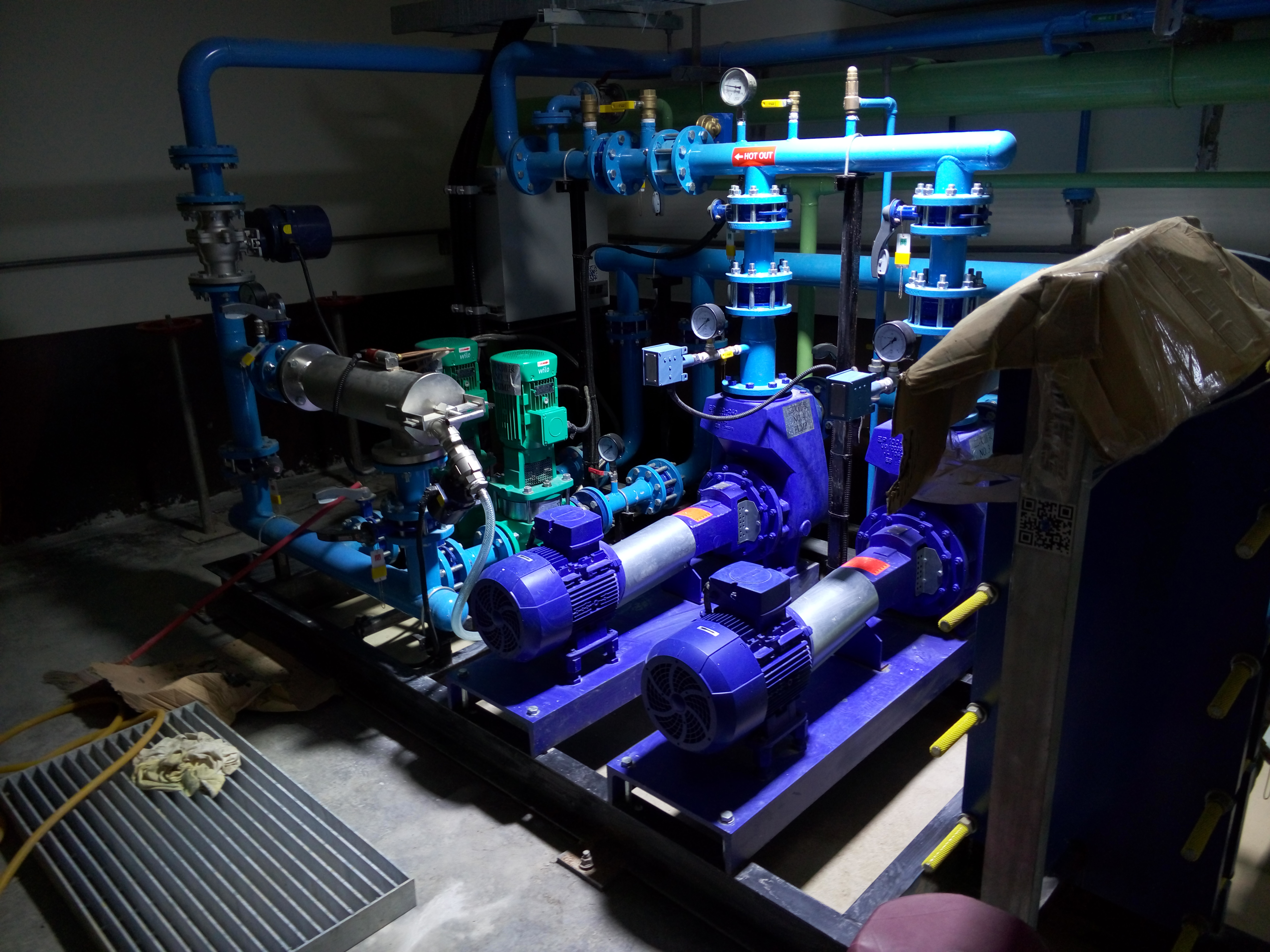
發電機冷卻水系統
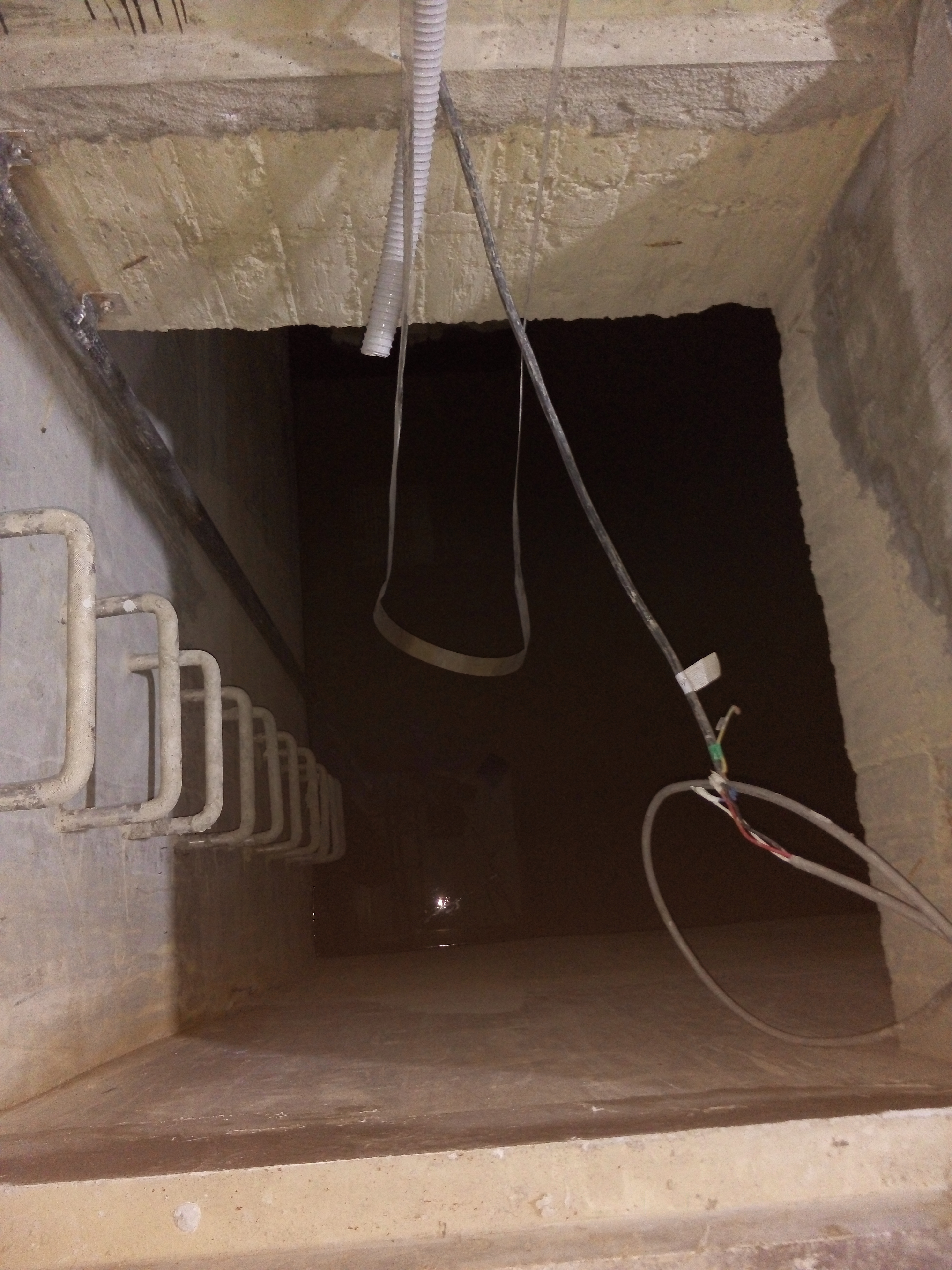
冷卻水集水井
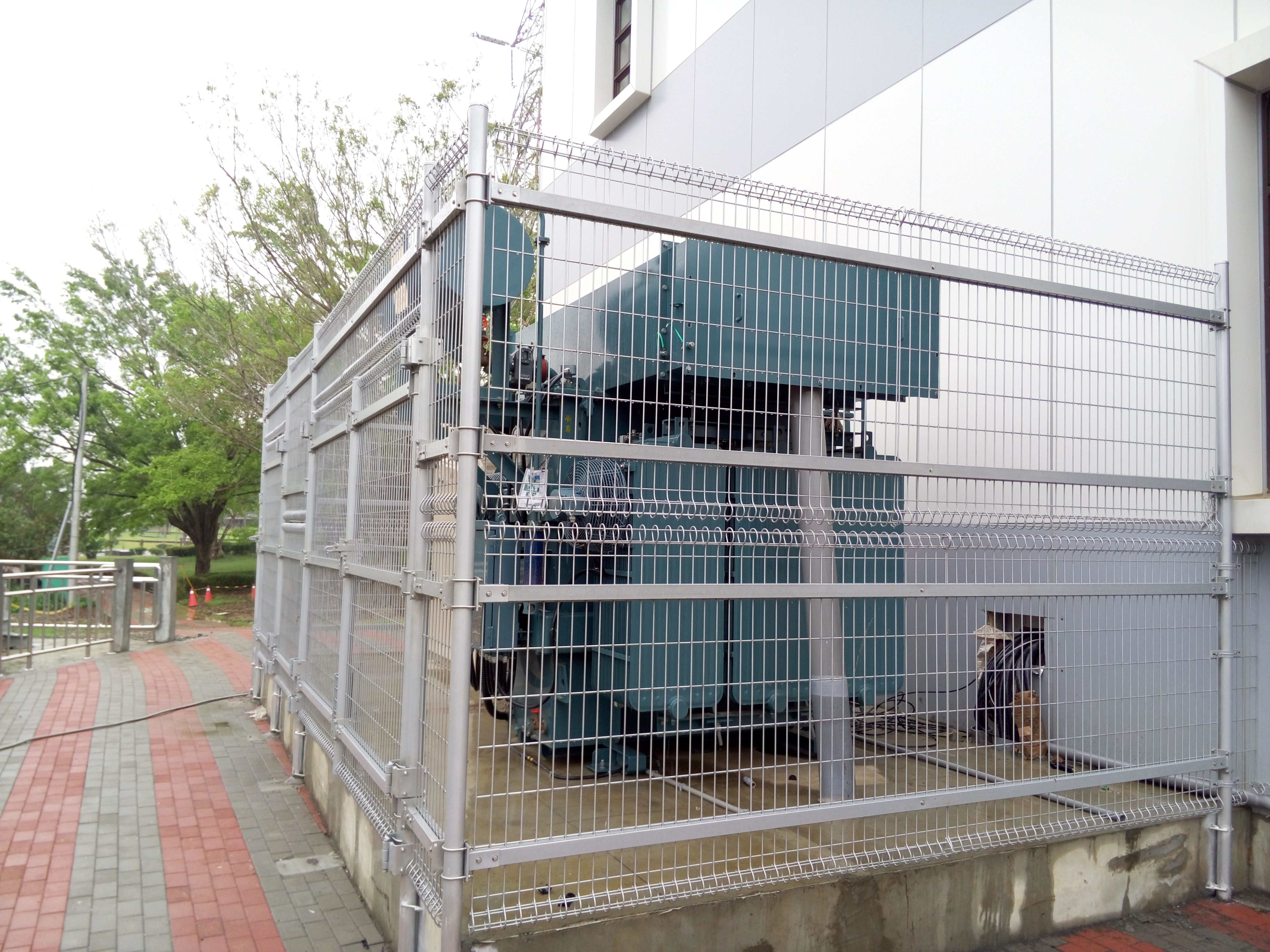
發電後的開關場

## 資料來源
1. 1 2 3 4 5 6 7  楊金城. . 自由時報. 2015-12-10  [2016-03-08]. （原始内容存档于2015-12-11） （中文（臺灣））.
2. 1 2 3 4  劉婉君. . 自由時報. 2015-09-15  [2016-03-08]. （原始内容存档于2019-06-17） （中文（臺灣））.
3. 1 2  鄭德政. . 臺灣時報. 2010-04-01  [2016-03-08]. （原始内容存档于2016-03-08） （中文（臺灣））.
4. ↑  李嘉祥. . 台灣新生報. 2011-04-06  [2016-03-08]. （原始内容存档于2019-06-29） （中文（臺灣））.
5. ↑  . 台灣環境資訊協會. 2012-02-07  [2016-03-08]. （原始内容存档于2019-06-29） （中文（臺灣））.
6. ↑  楊金城. . 自由時報. 2016-06-23  [2016-11-12]. （原始内容存档于2019-06-29） （中文（臺灣））.
7. 1 2  盧萍珊. . 中華日報. 2016-11-11  [2016-11-12]. （原始内容存档于2016-11-12） （中文（臺灣））.
8. ↑  謝進盛. . 聯合報. 2017-01-09  [2017-01-11]. （原始内容存档于2019-06-24） （中文（臺灣））.
9. 1 2  . 大紀元. 2011-03-29  [2016-03-08]. （原始内容存档于2019-06-12） （中文（臺灣））.
10. ↑   (PDF). 農田水利聯合會.   [2016-03-08]. （原始内容存档 (PDF)于2016-03-11） （中文（臺灣））.